# Řevničov
Řevničov (Duits: Rentsch) is een Tsjechische gemeente in de regio Midden-Bohemen en maakt deel uit van het district Rakovník. Het dorp ligt op ongeveer 4 km afstand van Nové Strašecí, op 10 km afstand van de stad Rakovník en op 20 km afstand van Slaný.
Řevničov telt 1390 inwoners.

## Geschiedenis
Řevničov is een van de weinige dorpen in Tsjechië waarvan de precieze stichtingsdatum bekend is. Op 4 november 1325 gaf koning Jan van Luxemburg in Münnerstadt, Beieren een document uit, opgesteld in het Latijn, waarbij hij een zekere Přibyslav van Štědrá belastte met de stichting van een dorp (villam Rzewniczow). Het dorp werd afgebakend op het koninklijke landgoed Křivoklát op een toen al belangrijk kruispunt van wegen.
Tijdens de Hussietenoorlogen vond in de bossen bij het dorp op 9 juni 1434 de zogenaamde Slag bij Řevničov plaats, waarbij de Unie van Žatec en Lunsk onder leiding van de Hussietengouverneur Jakoubek van Vřesovice vocht tegen de landheren van Plzeňský landfryd. Ongeveer 150 slachtoffers werden begraven in de Kerk van St. Margaretha in het nabijgelegen dorp Kroučová.
Tijdens de Dertigjarige Oorlog werd het dorp platgebrand en verwoest. Na de oorlog telde Řevničov nog maar 33 inwoners. In 1658 werd het dorp aangekocht door Jan Adolf I van Schwarzenberg, die erin slaagde kolonisten, boeren en ambachtslieden naar het dorp terug te brengen. Daarna werd het dorp verkocht aan het Koninkrijk Bohemen. De laatste erfgename van het landgoed Krušovice uit de adellijke familie Wallenstein, Josefa, trouwde met prins van Fürstenberg en zo kwam ook Řevničov in het bezit van deze familie, tot de afschaffing van privébezit van dorpen en steden.
De ontwikkeling van het dorp vond vooral plaats vanaf 1812, toen de weg Slaný - Řevničov - Hořesedly - Karlsbad werd geopend.
Sinds 2003 is Řevničov een zelfstandige gemeente binnen het Rakovníkdistrict.

## Bezienswaardigheden
- Petrus-Pauluskerk op het dorpsplein, oorspronkelijk een gotische kerk (gebouwd vóór 1352), later herbouwd in barokstijl;
- Sint-Annakapel op het dorpsplein;
- Natuurreservaat Klíčava Springs;
- De Louštínheuvel (537 m boven zeeniveau) met daarop de resten van een prehistorisch heuvelfort;
- De Malý Louštínheuvel (526 m boven zeeniveau) met daarop de resten van een kasteelmuur.

## Verkeer en vervoer

### Autowegen
Řevničov lag tot en met eind 2020 aan een druk kruispunt van de weg I/6 Praag - Karlsbad en weg I/16 richting Slaný en Mělník). Vanaf dat moment werd ten zuiden van het dorp een deel van de snelweg D6 geopend, die werd aangesloten op de weg I/16 (afrit 38). Hierdoor werd het verkeer in de dorpskern van Řevničov sterk teruggedrongen.

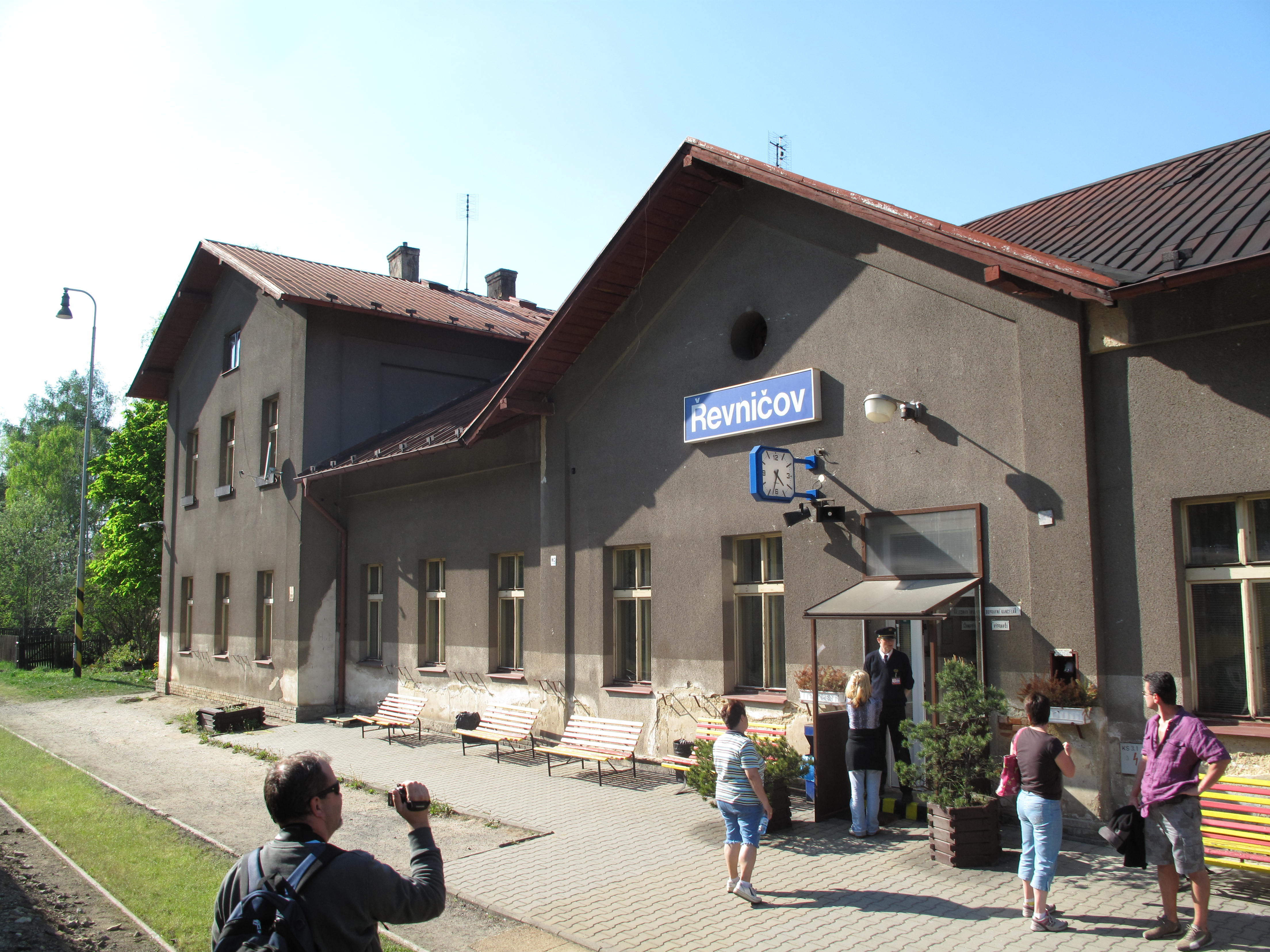
Station Řevničov

### Spoorlijnen
Station Řevničov ligt aan spoorlijn 120 Praag - Lužná - Chomutov/Rakovník, midden in een bos op ongeveer 5 km afstand van het dorp. Het wordt bediend door buslijn 583 van Řevničov naar Nove Strašecí.

### Openbaar vervoer
Het dorp wordt bediend door buslijn 305, 580, 583, 600, 619 en 628.

## Bekende inwoners
- Břetislav Štorm (1907-1960), architect, kunstenaar, natuurbeschermer, en prozaïst;
- František Josef Hlaváček (1853-1937), oorspronkelijk mijnwerker, later journalist, dichter en schrijver van de Tsjechische Liederen van de Arbeid;
- Antonín Hajný (1917-1989), leraar, cultureel werker en regionaal journalist;
- Rudolf Janota (1885-1945), hoogleraar, bodemkundige, universitair docent en beroepsuitgever;
- Adolf Štys (1865-1942), hoogleraar en ingenieur;
- Lubomír Vent (1928-2008), expert in de hopteelt;
- Václav Vosyka (1880-1953), muziekleraar, componist, (koor)dirigent en leraar op het middelbaar onderwijs;
- Soter Vonášek (1891-1953), landschapsschilder en leraar op het middelbaar onderwijs;
- Edvard Beneš, Tsjechoslowaaks president, verbleef hier in 1915 enige tijd.

## Galerij

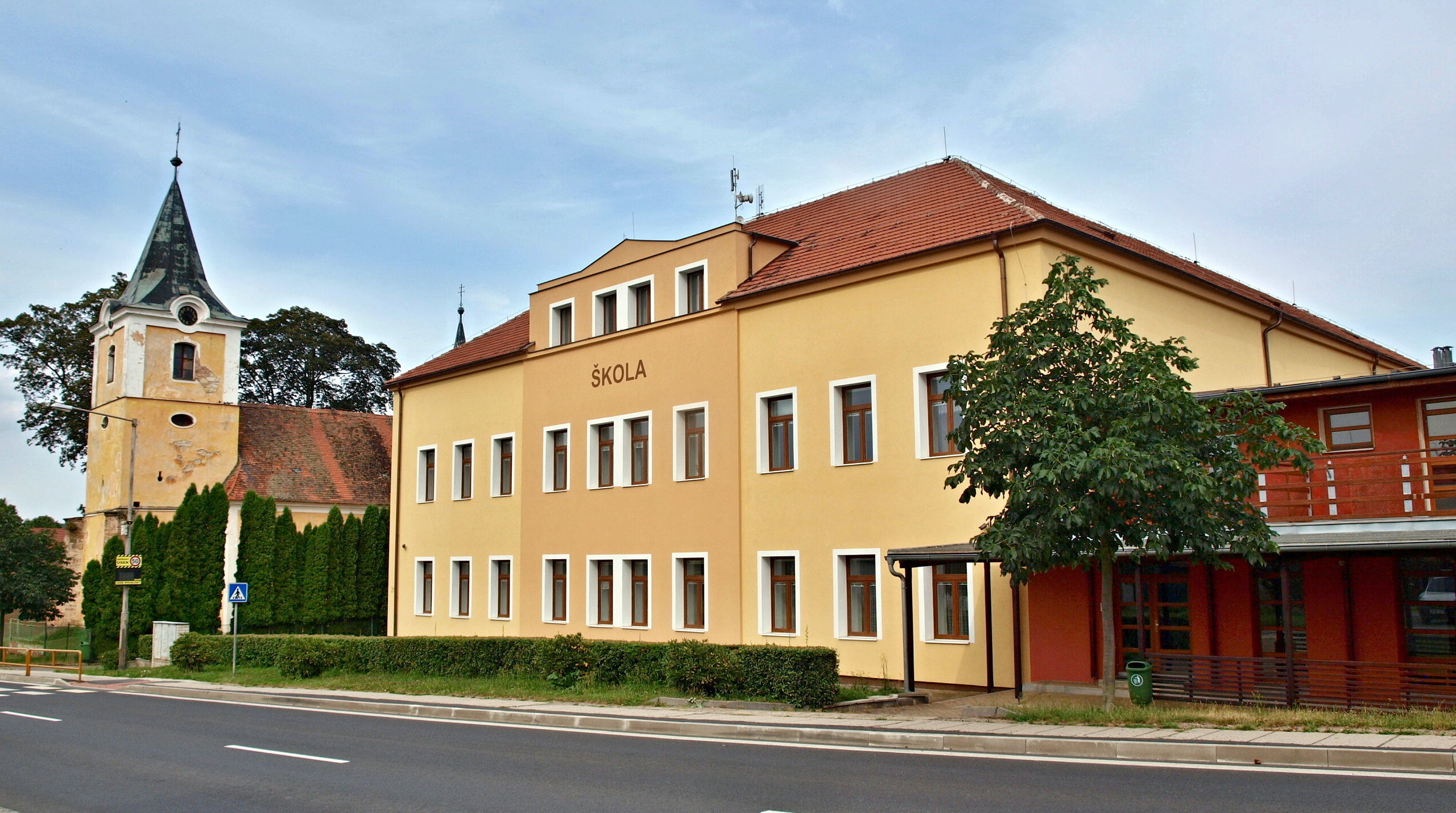
School en Petrus-Pauluskerk op het dorpsplein
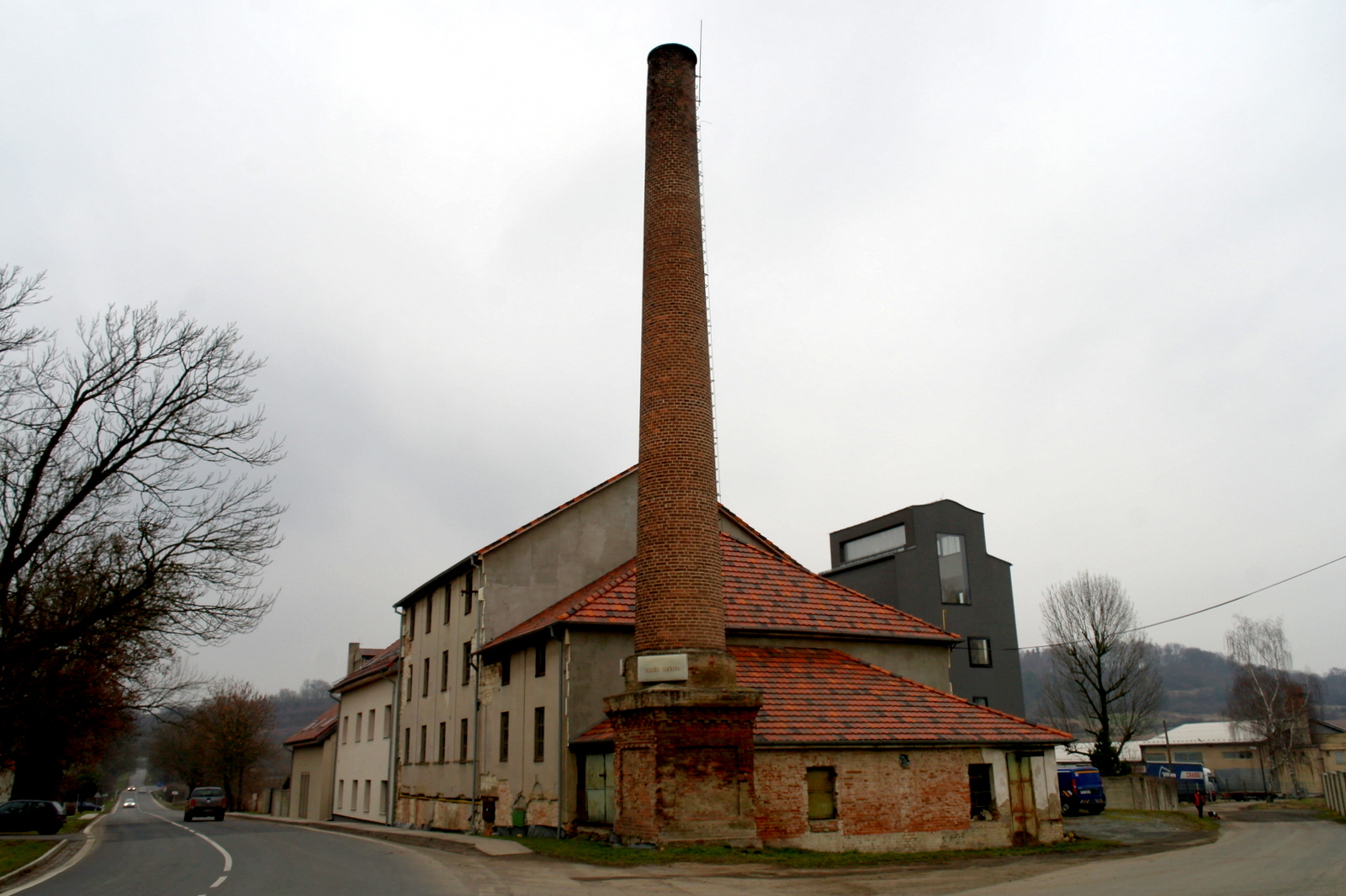
Industrie in Řevničov
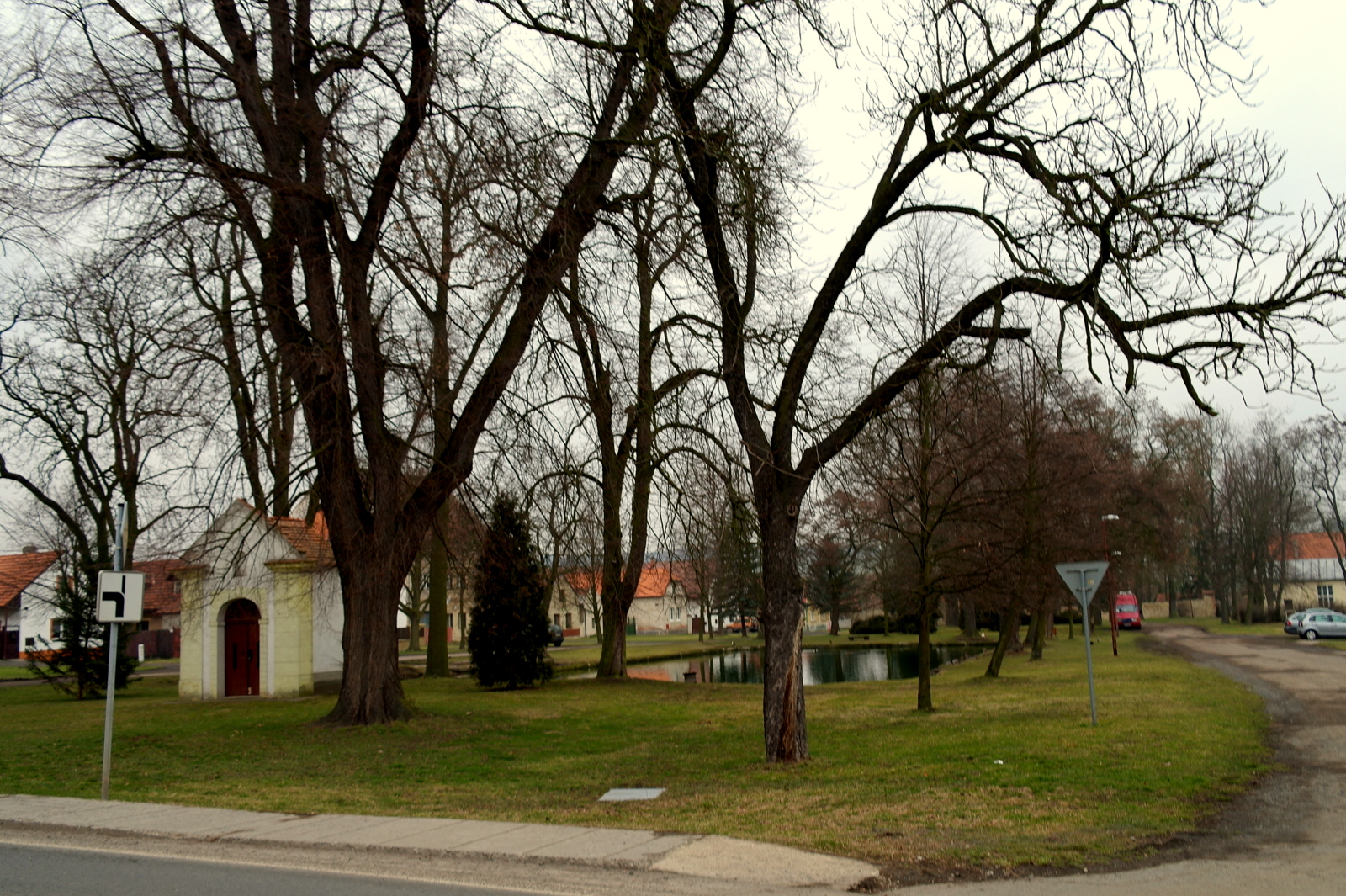
Sint-Annakapel op het dorpsplein
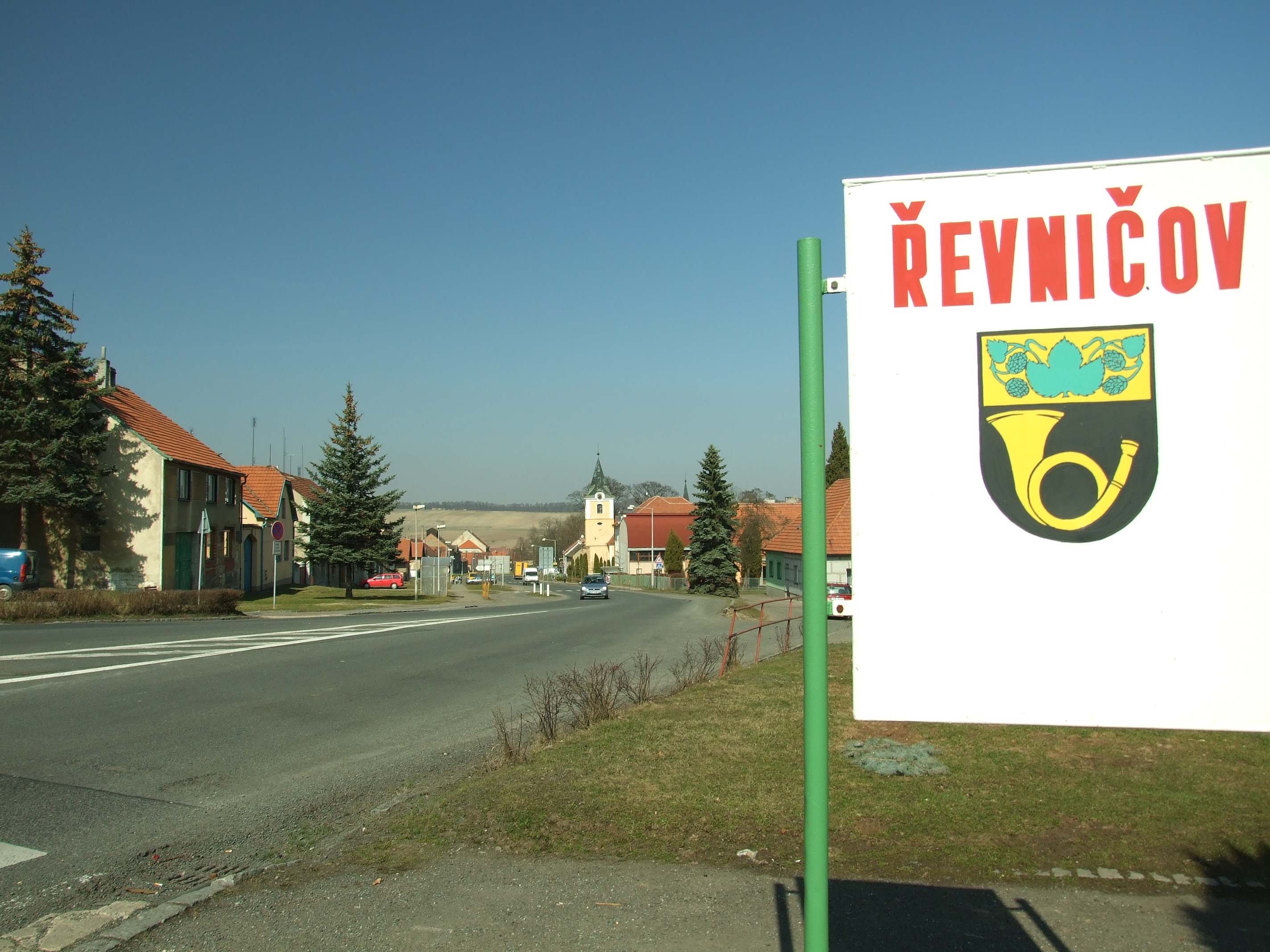
Plaatsnaambord